# ماتیاس مایر
ماتیاس مایر (انگلیسی: Matthias Mayer؛ زادهٔ ۹ ژوئن ۱۹۹۰) اسکی‌باز آلپاین اهل اتریش است.